# Мілет (цар Лаконії)
Мілет (також Мілес, дав.-гр. Μύλητος) — персонаж давньогрецької міфології, син Лелега та наяди Перідеї або Клеохарії, брат Полікаона, Бомолоха і Ферапне. Одружився з німфою Теледікою, в них народився син Еврот та дочка Кепідія. Після смерті свого батька царював у Лаконії, ставши другим царем з династії Лелегідів. Йому спадкував його син Еврот.
Мілета вважали винахідником жорен для помелу зерен, через що мав у народі прізвисько «млинар». У містечку Алесії неподалік від Лаконії він побудував перший млин, де здійснив вперше помел пшениці.
Згідно ж з іншою версією другим царем Лаконії був Еврот, який був не онуком Лелега, а його сином.